# Melanocharis
Melanocharis là một chi chim trong họ Melanocharitidae.